# Liste der denkmalgeschützten Objekte in Obervellach
Die Liste der denkmalgeschützten Objekte in Obervellach enthält die 20 denkmalgeschützten, unbeweglichen Objekte der Gemeinde Obervellach.

## Denkmäler
| Foto |                 | Denkmal                                                                                             | Standort                                     | Beschreibung | Metadaten |
| ---- | --------------- | --------------------------------------------------------------------------------------------------- | -------------------------------------------- | --- | --- |
| ja   | Datei hochladen | Kalvarienbergkapelle und Kreuzwegstationen HERIS-ID: 57882 Objekt-ID: 68218                         | Dürnvellach 74 Standort KG: Obervellach      | Die Kapelle nordwestlich des Ortes auf dem Weg ins Mallnitztal ist ein recht großer Bau aus dem Jahr 1732, mit hölzernem Dachreiter, querrechteckigem eingezogenen Chor und angebautem Heiligen Grab. An der Chorabschlusswand ist eine gemalte Ansicht von Jerusalem zu sehen, davor eine plastische Kreuzigungsgruppe aus dem 18. Jahrhundert. Entlang des Wegs zur Kalvarienbergkapelle stehen Kreuzwegstationen mit volkstümlichen Gemälden des 18. Jahrhunderts. | BDA-Hist.: Q38079178 Status: § 2a Stand der BDA-Liste: 2025-06-30 Name: Kalvarienbergkapelle und Kreuzwegstationen GstNr.: .171, 422/1, 416/3, 1542 Stations of the Cross Obervellach   |
| ja   | Datei hochladen | Wohnhaus, Langhaus (Ertl’sche Behausung) HERIS-ID: 35857 Objekt-ID: 34691                           | Obervellach 18a Standort KG: Obervellach     | Das „Langhaus“ ist ein zweigeschoßiger, im Kern spätmittelalterlicher Bau. Die bemerkenswerte Platzfassade besitzt ein spätgotisch abgefastes, barockisiertes Rundbogenportal mit Stuckrocaillen im gesprengten Karnisbogen. An der Ostseite der Labn befinden sich zwei spätgotische steinerne Türrahmungen. Im ersten Obergeschoß hat sich eine Stuckdecke mit Bandlwerkdekor aus der ersten Hälfte des 18. Jahrhunderts erhalten. | BDA-Hist.: Q37967611 Status: Bescheid Stand der BDA-Liste: 2025-06-30 Name: Wohnhaus, Langhaus (Ertl'sche Behausung) GstNr.: .5/2                                                       |
| ja   | Datei hochladen | Gemeindeamt (ehem. Bergrichterhaus) HERIS-ID: 54371 Objekt-ID: 62625                                | Obervellach 21 Standort KG: Obervellach      | Das ehemalige Bergrichterhaus hat einen gotischen Hoftrakt mit bemerkenswerten Kielbogentüren und Fenstergewänden. | BDA-Hist.: Q38060649 Status: § 2a Stand der BDA-Liste: 2025-06-30 Name: Gemeindeamt (ehem. Bergrichterhaus) GstNr.: .9/1                                                                |
| ja   | Datei hochladen | Wohnhaus, Oberverweßhaus HERIS-ID: 59550 Objekt-ID: 70943                                           | Obervellach 27 Standort KG: Obervellach      | Der ehemals zum Hof Trabuschgen gehörende Gewerkensitz aus dem 15./16. Jahrhundert war das Amtshaus des Oberverwesers. Im 1716 barockisierten Haus war bis 1999 eine Apotheke untergebracht. Die Anlage besteht aus einem platzseitigen Vordergebäude und drei schmalen Nebentrakten, die um einen rechteckigen Innenhof gruppiert sind. Die Nord- und Ostfassade des Haupttraktes ist mit zart profiliertem Putzdekor, Kordongesims und rechteckigen Fensterfaschen im ersten Obergeschoß geschmückt. Das Rundbogenportal mit Maske am Schlussstein ist mit 1716 bezeichnet. Die von der nördlichen Straßenfassade in den Hof führende Erdgeschoßlabn ist ein spätgotischer Einstützenraum mit fächerförmig ausgehendem Stichkappen-Tonnengewölbe aus dem 16. Jahrhundert. Ein weiterer spätgotischer Einstützenraum befindet sich im südlichen Eckraum des Osttraktes. Seit 2003 dient das Haus als Pflegeheim. | BDA-Hist.: Q38087688 Status: Bescheid Stand der BDA-Liste: 2025-06-30 Name: Wohnhaus, Oberverweßhaus GstNr.: .16 Oberverweßhaus, Obervellach                                            |
| ja   | Datei hochladen | Hotel Zur Post HERIS-ID: 13334 Objekt-ID: 9509seit 2013                                             | Obervellach 42 Standort KG: Obervellach      | | BDA-Hist.: Q38175539 Status: Bescheid Stand der BDA-Liste: 2025-06-30 Name: Hotel Zur Post GstNr.: .24/2 Hotel Zur Post, Obervellach                                                    |
| ja   | Datei hochladen | Ehem. Bezirksgericht, ehem. Oberstbergmeisteramt HERIS-ID: 57880 Objekt-ID: 68216                   | Obervellach 58 Standort KG: Obervellach      | Das ehemalige Oberbergmeisterhaus ist ein um 1570/1580 errichteter Renaissancebau mit Rustikaportal, Arkadenhof und erneuerter Fassade. Es war Sitz des Oberstbergmeisters (von 1509 bis Mitte des 18. Jahrhunderts oberste Bergbaubehörde in Innerösterreich) und von Mitte des 19. Jahrhunderts bis zu dessen Auflösung des Bezirksgerichts Obervellach. | BDA-Hist.: Q38079158 Status: Bescheid Stand der BDA-Liste: 2025-06-30 Name: Ehem. Bezirksgericht, ehem. Oberstbergmeisteramt GstNr.: .34 Oberstbergmeisteramt, Obervellach              |
| ja   | Datei hochladen | Pfarrhof HERIS-ID: 54373 Objekt-ID: 62627                                                           | Obervellach 66 Standort KG: Obervellach      | Das Pfarrhaus ist ein mächtiger, im Kern spätgotischer Bau. In einem Raum hat sich eine Holzbalkendecke mit ornamentalen Schnitzereien aus dem 16. Jahrhundert erhalten. In der Nordostecke des Gebäudes ist ein 1380 erwähnter Wehrturm verbaut. | BDA-Hist.: Q38060659 Status: § 2a Stand der BDA-Liste: 2025-06-30 Name: Pfarrhof GstNr.: .42/1 Pfarrhof Obervellach                                                                     |
| ja   | Datei hochladen | Schloss Trabuschgen HERIS-ID: 35858 Objekt-ID: 34692                                                | Obervellach 77 Standort KG: Obervellach      | Der dreigeschoßige Bau stammt im Kern aus dem 16. Jahrhundert und wurde 1716 ausgebaut. Die siebenachsige Südostfassade weist ein säulenflankiertes Rundbogenportal auf, über den sich ein Wappen (Stampfer von Walchenberg) befindet. Die Einfahrt ist spätgotisch gewölbt. Die Räume haben Stuckdecken aus dem 18. Jahrhundert; im großen Saal im zweiten Obergeschoß ist ein Deckengemälde von J. F. Fromiller. Die ovale Kapelle hat illusionistische Wandmalereien von Anton Zoller und ein Altarbild Krönung Mariae von J. F. Fromiller. | BDA-Hist.: Q2243745 Status: Bescheid Stand der BDA-Liste: 2025-06-30 Name: Schloss Trabuschgen GstNr.: .62/1 Schloss Trabuschgen                                                        |
| ja   | Datei hochladen | Ehem. Mautturm HERIS-ID: 95318 Objekt-ID: 110649seit 2014                                           | Raufen 3 Standort KG: Obervellach            | Der zweigeschoßige Turm aus unverputztem Bruchsteinmauerwerk steht nordwestlich des Ortes und stammt wahrscheinlich vom Anfang des 17. Jahrhunderts. | BDA-Hist.: Q37766062 Status: Bescheid Stand der BDA-Liste: 2025-06-30 Name: Ehem. Mautturm GstNr.: .169/3 ehemaliger Mautturm, Obervellach                                              |
| ja   | Datei hochladen | Faulturm HERIS-ID: 7598 Objekt-ID: 3535                                                             | bei Obervellach 239 Standort KG: Obervellach | Der urkundlich erstmals im 14. Jahrhundert erwähnte frühgotische Wohn- und Wehrturm steht am östlichen Ortsrand von Obervellach. Der viergeschoßige Turm mit quadratischem Grundriss hat eine Mauerstärke von 180 cm. Im ersten Obergeschoß ist noch ein halbkreisförmiges Tor, im dritten Geschoß sind noch Reste eines Kamins und Sitznischenfenster vorhanden. | BDA-Hist.: Q37969940 Status: Bescheid Stand der BDA-Liste: 2025-06-30 Name: Faulturm GstNr.: .255 Faulturm, Obervellach                                                                 |
| ja   | Datei hochladen | Kath. Pfarrkirche hl. Martin HERIS-ID: 54374 Objekt-ID: 62628                                       | bei Obervellach 66 Standort KG: Obervellach  | Die große spätgotische Kirche mit hohem Langhaus mit querhausartig erweitertem östlichen Joch und dreijochigem Chor wurde um 1500 errichtet. Nördlich vom Chor ist der mächtige siebengeschoßige Turm mit achtseitigem Spitzhelm. Der große dreiachsige Hochaltar mit Opfergangsportalen ist von 1780. Bemerkenswert ist der aus drei Tafeln bestehende Altar von Jan van Scorel in der Nordkapelle. | BDA-Hist.: Q2082871 Status: § 2a Stand der BDA-Liste: 2025-06-30 Name: Kath. Pfarrkirche hl. Martin GstNr.: .43 Pfarrkirche Obervellach                                                 |
| ja   | Datei hochladen | Wehrkirchhof/Friedhof HERIS-ID: 95220 Objekt-ID: 110502                                             | bei Obervellach 66 Standort KG: Obervellach  | Der Friedhof um die Pfarrkirche ist von einer ehemaligen Wehrmauer des 15. Jahrhunderts umgeben, in der noch Öffnungen für die Balken des Wehrgangs zu sehen sind. An der Südostecke ist ein Rundturm. In die Mauer wurden Grabnischen und -ädikulen eingefügt. Das Grabdenkmal für Carl Gussenbauer stammt von Josef Kassin. | BDA-Hist.: Q63986357 Status: § 2a Stand der BDA-Liste: 2025-06-30 Name: Wehrkirchhof/Friedhof GstNr.: .43 Wehrkirchhof Obervellach                                                      |
| ja   | Datei hochladen | Friedhof HERIS-ID: 57881 Objekt-ID: 68217                                                           | Obervellach Standort KG: Obervellach         | Der abseits im Nordwesten der Pfarrkirche gelegene Friedhof hat am Südportal ein mit 1764 bezeichnetes Schmiedeeisengitter. An der Nordseite sind in Nischen privater Grabstätten fünf barocke Steinfiguren (hll. Florian, Sebastian, Johannes Nepomuk sowie zwei weibliche Büßer) aus dem 18. Jahrhundert aufgestellt, die vom ehemaligen Marienbrunnen stammen. | BDA-Hist.: Q38079167 Status: § 2a Stand der BDA-Liste: 2025-06-30 Name: Friedhof GstNr.: 122 Friedhof Obervellach                                                                       |
| ja   | Datei hochladen | Gussenbauer-Denkmal HERIS-ID: 95253 Objekt-ID: 110555                                               | Obervellach Standort KG: Obervellach         | Das 1910 enthüllte Denkmal zu Ehren von Carl Gussenbauer aus böhmischem Granit wurde von Josefine Christen geschaffen. | BDA-Hist.: Q37765918 Status: § 2a Stand der BDA-Liste: 2025-06-30 Name: Gussenbauer-Denkmal GstNr.: 1525/1                                                                              |
| ja   | Datei hochladen | Burgruine Oberfalkenstein HERIS-ID: 35859 Objekt-ID: 34693                                          | bei Pfaffenberg 21 Standort KG: Pfaffenberg  | Auf einem Felsgrat hoch über dem Tal befinden sich die Ruinen einer seit dem 17. Jahrhundert verfallenden Burg aus dem 12. bis 15. Jahrhundert. Der quadratische Bergfried aus dem 13. Jahrhundert ist noch bis zu 16 Metern Höhe erhalten. | BDA-Hist.: Q37967630 Status: Bescheid Stand der BDA-Liste: 2025-06-30 Name: Burgruine Oberfalkenstein GstNr.: .96/1, .96/2 Burg Falkenstein (Obervellach)                               |
| ja   | Datei hochladen | Schloss Niederfalkenstein HERIS-ID: 35860 Objekt-ID: 34694                                          | Pfaffenberg 19 Standort KG: Pfaffenberg      | 200 Meter unterhalb von Oberfalkenstein befindet sich seit dem 14. Jahrhundert dieses Vorwerk, das ursprünglich nur aus einem Turm bestand. Im 17. Jahrhundert verfallen, wurde es Anfang des 20. Jahrhunderts in historisierenden Formen als Burg ausgebaut und nach einem Brand 1969 wiederhergestellt. | BDA-Hist.: Q1011689 Status: Bescheid Stand der BDA-Liste: 2025-06-30 Name: Schloss Niederfalkenstein GstNr.: .43 Burg Falkenstein (Obervellach)                                         |
| ja   | Datei hochladen | Kapelle hl. Johannes d. T. (ehem Kapelle der Burg Oberfalkenstein) HERIS-ID: 54401 Objekt-ID: 62668 | Pfaffenberg 21 Standort KG: Pfaffenberg      | Die kleine steil aufragende Kapelle, ein apsisloser Saal mit zweigeschoßiger Holzempore, wurde im frühen 18. Jahrhundert über den Resten einer romanischen Burgkapelle errichtet. | BDA-Hist.: Q2735599 Status: § 2a Stand der BDA-Liste: 2025-06-30 Name: Kapelle hl. Johannes d. T. (ehem Kapelle der Burg Oberfalkenstein) GstNr.: .97 Johannes der Taeufer, Pfaffenberg |
| ja   | Datei hochladen | Kath. Filialkirche hl. Maria (Maria Tax) mit Friedhof HERIS-ID: 57884 Objekt-ID: 68220              | Stallhofen 71 Standort KG: Pfaffenberg       | Die mittelgroße spätgotische Kirche hat ein hohes Langhaus von Anfang des 16. Jahrhunderts und einen eingezogenen Chor von 1476. Nördlich vom Chor ist der gotische Turm, nördlich vom Langhaus eine Gruftkapelle aus dem 18. Jahrhundert mit Kuppelmalereien von J. F. Fromiller. Der Hochaltar mit plastischer Säulenarchitektur und Opfergangsportalen ist mit 1753 bezeichnet. | BDA-Hist.: Q1897861 Status: § 2a Stand der BDA-Liste: 2025-06-30 Name: Kath. Filialkirche hl. Maria (Maria Tax) mit Friedhof GstNr.: .63 Marienkirche (Stallhofen)                      |
| ja   | Datei hochladen | Burg Groppenstein mit Burgkapelle hl. Katharina HERIS-ID: 35861 Objekt-ID: 34695                    | Semslach 20 Standort KG: Söbriach            | Der Palas ist ein stattlicher dreigeschoßiger Bau aus dem letzten Drittel des 15. Jahrhunderts, der von Zinnenmauer und Wehrtürmen umgeben und mit dem fünfstöckigen romanischen Bergfried durch eine Holzbrücke verbunden ist. | BDA-Hist.: Q1012065 Status: Bescheid Stand der BDA-Liste: 2025-06-30 Name: Burg Groppenstein mit Burgkapelle hl. Katharina GstNr.: .51, .53 Burg Groppenstein                           |
| ja   | Datei hochladen | Kath. Filialkirche hl. Rupert HERIS-ID: 57883 Objekt-ID: 68219                                      | Söbriach 49 Standort KG: Söbriach            | Die spätgotische Kirche mit Chor mit Nordturm wurde unter Verwendung eines romanischen Vorgängerbaus (opus spicatum-Mauerwerk im Langhaus) errichtet und später barockisiert. Bemerkenswert ist der Hochaltar mit Opfergangsportalen, etwa von 1680. | BDA-Hist.: Q2176619 Status: § 2a Stand der BDA-Liste: 2025-06-30 Name: Kath. Filialkirche hl. Rupert GstNr.: .1                                                                         |